# Stemmacantha
Stemmacantha är ett släkte av korgblommiga växter. Stemmacantha ingår i familjen korgblommiga växter.
Kladogram enligt Catalogue of Life:
| Stemmacantha | \| \| Stemmacantha aulieatensis \| \| \| \| \| \| Stemmacantha chamarensis \| \| \| \| \| \| Stemmacantha integrifolia \| \| \| \| \| \| Stemmacantha lyrata \| \| \| \| \| \| Stemmacantha namanganica \| \| \| \| \| \| Stemmacantha nana \| \| \| \| \| \| Stemmacantha orientalis \| \| \| \| \| \| Stemmacantha satzyperovii \| \| \| \| \| \| Stemmacantha uniflora \| \| \| \| |
|              | \| \| Stemmacantha aulieatensis \| \| \| \| \| \| Stemmacantha chamarensis \| \| \| \| \| \| Stemmacantha integrifolia \| \| \| \| \| \| Stemmacantha lyrata \| \| \| \| \| \| Stemmacantha namanganica \| \| \| \| \| \| Stemmacantha nana \| \| \| \| \| \| Stemmacantha orientalis \| \| \| \| \| \| Stemmacantha satzyperovii \| \| \| \| \| \| Stemmacantha uniflora \| \| \| \| |
|              | Stemmacantha aulieatensis |
|              | |
|              | Stemmacantha chamarensis |
|              | |
|              | Stemmacantha integrifolia |
|              | |
|              | Stemmacantha lyrata |
|              | |
|              | Stemmacantha namanganica |
|              | |
|              | Stemmacantha nana |
|              | |
|              | Stemmacantha orientalis |
|              | |
|              | Stemmacantha satzyperovii |
|              | |
|              | Stemmacantha uniflora |
|              | |